# Sigismund III. Wasa

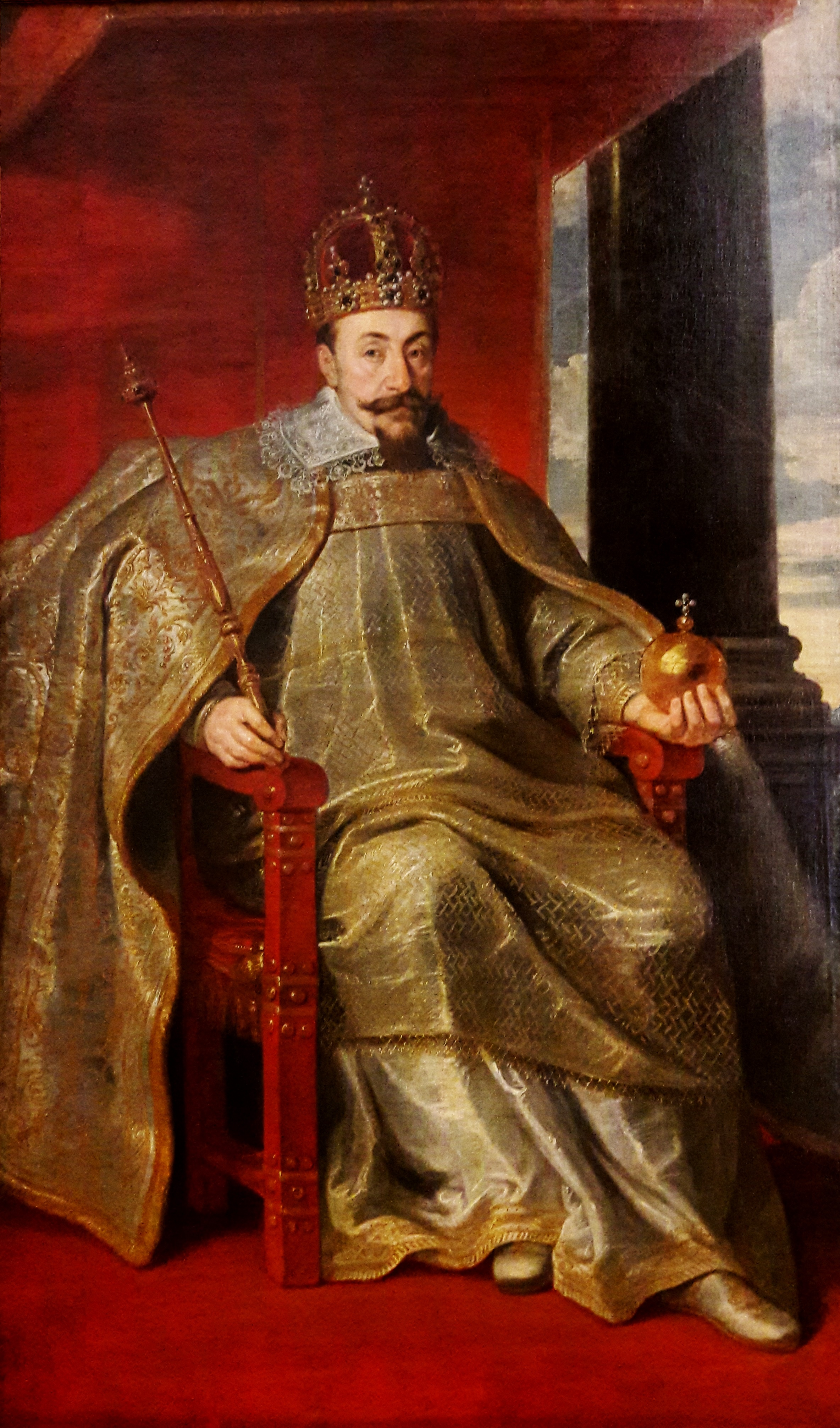
König Sigismund auf einem Gemälde von Pieter Soutman, 17. Jahrhundert

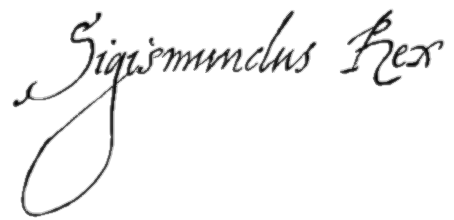
Unterschrift von Sigismund III. Wasa

Sigismund III. Wasa (polnisch Zygmunt III Waza, litauisch Zigmantas Vaza, schwedisch Sigismund Vasa; * 20. Juni 1566 auf Schloss Gripsholm, Mariefred, Schwedisches Reich; † 30. April 1632 in Warschau, Polen) war ab 1587 als König von Polen und Großfürst von Litauen, gewähltes Staatsoberhaupt von Polen-Litauen, ab 1592 bis zu seiner Absetzung durch den schwedischen Ständereichstag 1599 Erbkönig von Schweden und ab 1599 bis zu seinem Tode 1632 Titularkönig von Schweden.
Sigismund III. wurde als Sohn von König Johann III. von Schweden und Katharina Jagiellonka, der Schwester des polnischen Königs Sigismund II. August, geboren. Damit gehörte er sowohl zu den Geschlechtern der Wasa als auch der Jagiellonen.

## Königliche Titulatur

Banner von Polen während der Regierung Sigismund III. Wasas.

Titulatur auf Latein: „Sigismundus Tertius Dei gratia rex Poloniæ, magnus dux Lithuaniæ, Russiæ, Prussiæ, Masoviæ, Samogitiæ, Livoniæque, necnon Suecorum, Gothorum Vandalorumque hæreditarius rex.“
Deutsche Übersetzung: „Sigismund III., durch Gottes Gnaden König von Polen, Großfürst von Litauen, Rus, Preußen, Masowien, Samogitien, Livland, ebenso Erbkönig der Schweden, Goten und Vandalen.“

## König von Polen

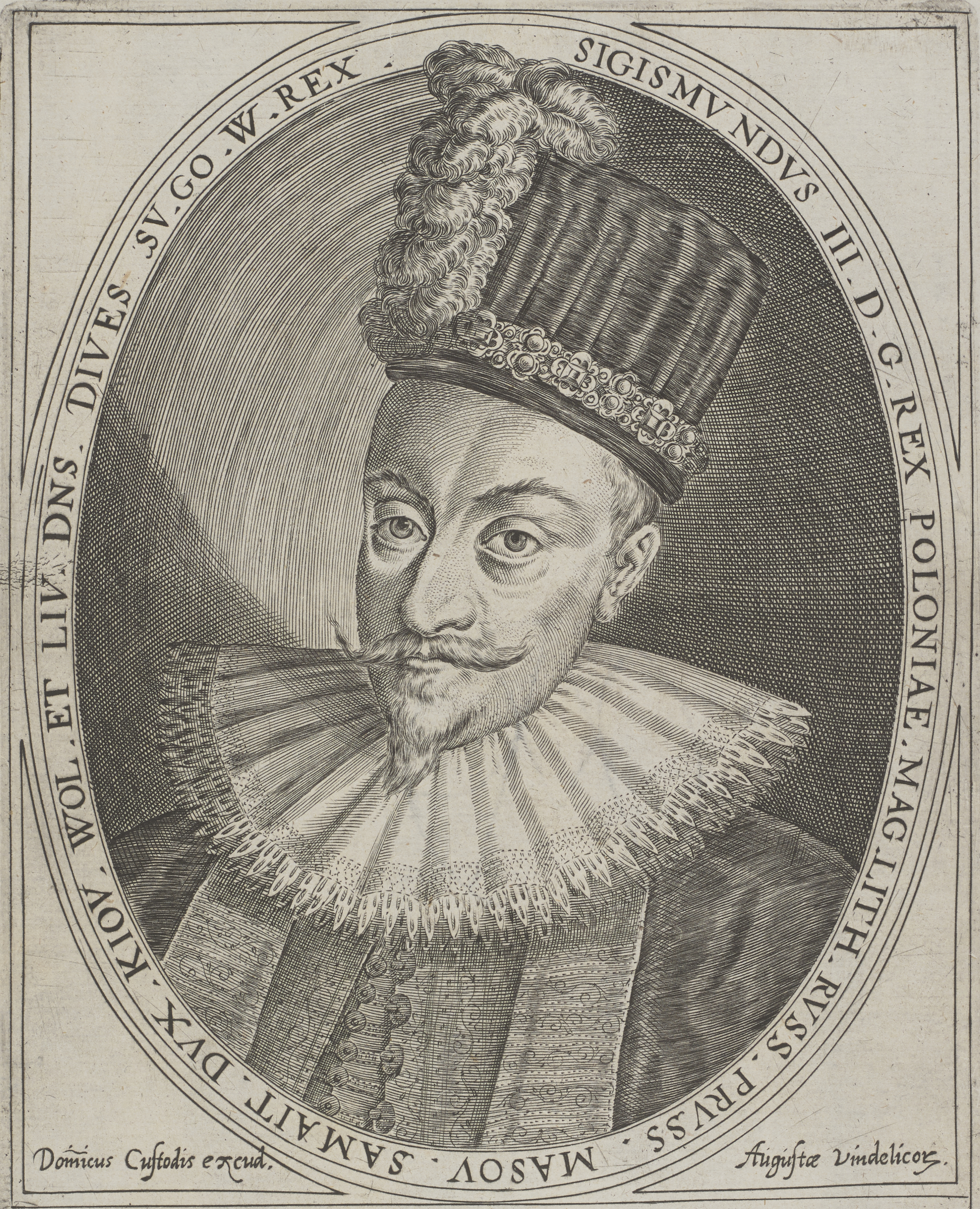
König Sigismund auf einem Kupferstich von Dominicus Custos

Von seiner Mutter katholisch erzogen, wurde er nach dem Tode von Stephan Báthory am 19. August 1587 zum König von Polen gewählt. Bei dieser Wahl spielten die Bemühungen des polnischen Kanzlers Jan Zamoyski und seiner Tante Anna, der Witwe Báthorys, eine wesentliche Rolle. Letztere lieh dem Kanzler 100.000 Gulden, um Truppen zur Verteidigung ihres Neffen auszuheben. Sigismund versprach, eine Flotte auf der Ostsee zu halten, die Ostgrenze gegen die Tataren zu sichern und Schweden nicht ohne Einwilligung des polnischen Parlaments zu besuchen.
Sechzehn Tage später unterzeichnete er die Artikel von Kalmar, die das zukünftige Verhältnis zwischen Polen und Schweden regelten, da er im Laufe der Zeit seinem Vater als König von Schweden nachfolgen würde. Die beiden Königreiche sollten zeitlich unbegrenzt vereinigt werden, aber jedes sollte seine eigenen Gesetze und Bräuche behalten. Das protestantische Schweden sollte Religionsfreiheit genießen und in seiner Abwesenheit von sieben Schweden regiert werden – seinem protestantischen Onkel Karl und sechs weiteren, vom König bestimmten Personen. Schweden sollte somit nicht von Polen aus verwaltet werden.
Eine Woche nach dem Unterschreiben dieser Regelungen reiste der junge Prinz ab, um den polnischen Thron in Besitz zu nehmen. Von seinem Vater wurde ihm ausdrücklich befohlen, nach Schweden zurückzukehren, wenn die polnische Deputation, die ihn in Danzig erwartete, auf die Abtretung Estlands an Polen als Bedingung für seine Machtübernahme bestehen würde. Es stellte sich heraus, dass die Polen noch schwieriger als erwartet zufriedenzustellen waren; schließlich wurde der Kompromiss geschlossen, die territorialen Entscheidungen auf die Zeit nach dem Tod Johanns III. aufzuschieben. Sigismund wurde nun ordnungsgemäß am 27. Dezember 1587 in Krakau gekrönt.

## Die Lage in Polen

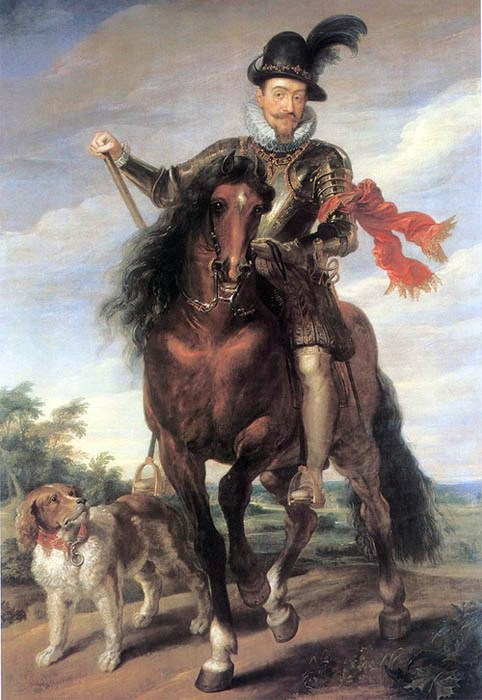
König Sigismund III. Wasa zu Pferd (Gemälde von Tommaso Dolabella)

Sigismunds Stellung als König von Polen war außergewöhnlich schwierig. Als Ausländer konnte er von Anfang an nicht mit der Sympathie seiner Untertanen rechnen. Als gebildetem und vornehmem Mann, der die Musik und Kunst liebte, musste ihm der Landadel unverständlich bleiben, der alle Künstler und Dichter entweder als Mechaniker oder als Abenteurer betrachtete; umgekehrt blieb er ihnen fremd. Seine umsichtige Zurückhaltung und seine unerschütterliche Ruhe wurden als Steifheit und Hochmut gebrandmarkt. Selbst Zamoyski, der ihn auf den Thron gebracht hatte, klagte, dass der König vom Teufel besessen sei.
Sigismunds Schwierigkeiten verschärften sich durch seine politischen Ansichten, die er aus Schweden fertig ausgearbeitet mitgebracht hatte und die denen des allmächtigen Kanzlers diametral entgegenstanden. Obgleich sein außenpolitisches Konzept wohl undurchführbar war, so war es doch im Vergleich zu dem Zamoyskis klar und präzise. Es zielte auf eine enge Allianz mit dem habsburgischen Österreich ab, mit dem doppelten Ziel, Schweden in seinen Machtbereich einzubeziehen und die Hohe Pforte (Regierung des Osmanischen Reiches) durch die Verbindung der zwei großen katholischen Mächte in Mitteleuropa im Zaum zu halten. Eine logische Folge dieses Konzepts war die überfällige Reform der polnischen Verfassung, ohne die nichts Nützliches aus jeglichen politischen Zusammenschlüssen zu erwarten war. Sigismunds Absichten waren also die eines Staatsmanns, der klar die bestehenden Missstände erkennt und sie beheben will. Aber alle seine Bemühungen wurden von der Missgunst und dem Misstrauen der vom Kanzler angeführten Magnaten gehemmt.
Die ersten Jahre von Sigismunds Herrschaft spiegeln einen fast kontinuierlichen Kampf zwischen Zamoyski und dem König wider, in dem die Opponenten wenig mehr erreichten, als sich gegenseitig in Schach zu halten. Beim ersten Sejm (Reichstag) 1590 durchkreuzte Zamoyski alle Bemühungen der österreichischen Parteigänger. Daraufhin zog der König aus plötzlichen Vakanzen in den obersten Beamtenrängen Vorteil, indem er die Radziwiłłs und andere litauische Würdenträger an die Macht brachte; für eine Zeit beschnitt er damit die Autorität des Kanzlers. Im Jahre 1592 heiratete Sigismund Anna von Österreich, und im selben Jahr wurde eine Versöhnung zwischen dem König und dem Kanzler eingefädelt, die ihm erlauben sollte, den nach dem Tod seines Vaters Johann III. frei gewordenen schwedischen Königsthron in Besitz zu nehmen.

## Die Lage in Schweden

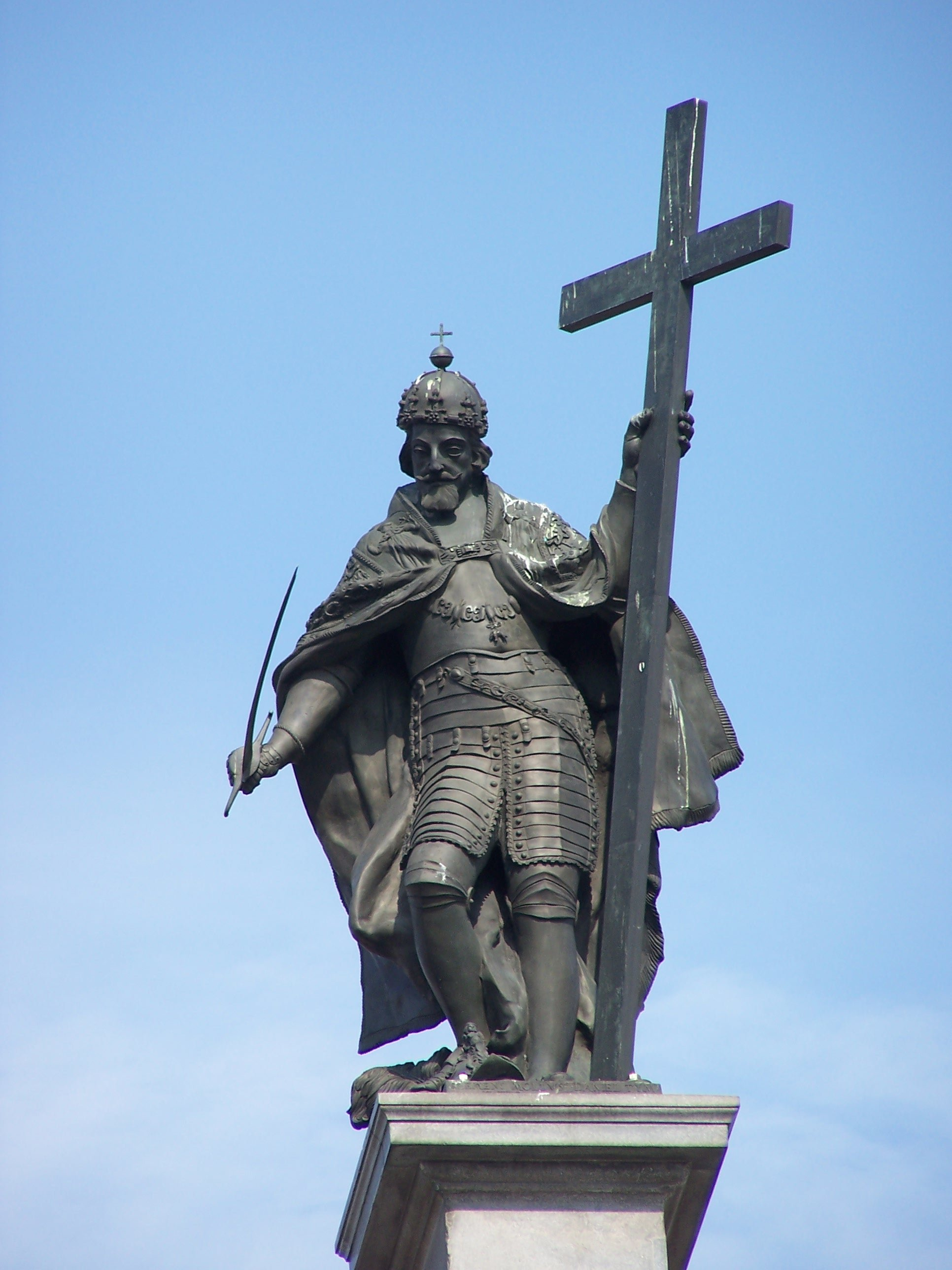
König Sigismund auf der Sigismundssäule in Warschau

Am 30. September 1593 kam er in Stockholm an und wurde am 19. Februar 1594 in Uppsala gekrönt; dazu musste er garantieren, dass Schweden weiter seine protestantische Konfession pflegen durfte. Am 14. Juli reiste er nach Polen ab und ließ Herzog Karl und den Senat Schweden während seiner Abwesenheit regieren. Vier Jahre später, im Juli 1598, wurde Sigismund gezwungen, um die Krone in seinem Heimatland zu kämpfen, da sein Onkel dabei war, mit Hilfe des Senats die Macht an sich zu reißen. Im damals schwedischen Finnland – wo der Machtkampf zwischen Sigismund und Karl verbunden mit einem Bauernaufstand, dem Keulenkrieg, verbunden war – war Admiral Clas Eriksson Fleming einer von Sigismunds bekanntesten Unterstützern. Ungehindert durch Karls von Joachim Scheel befehligter Flotte landete Sigismund mit 5000 Mann in Kalmar, hauptsächlich ungarischen Söldnern; die Festung öffnete ihm sofort die Tore, und die Hauptstadt und das Land hießen ihn willkommen. Die katholische Welt betrachtete seine Fortschritte mit Zuversicht. Sigismunds Erfolg in Schweden wurde als der Anfang noch größerer Triumphe gesehen.
Es sollte aber anders kommen. Nach vergeblichen Verhandlungen mit seinem Onkel rückte Sigismund mit seiner Armee von Kalmar aus vor, wurde aber vom Herzog bei Stångebro am 25. September 1598 geschlagen. Drei Tage später stimmte er dem Frieden von Linköping zu, wonach alle zwischen ihm und seinem Onkel strittigen Punkte einem Reichstag in Stockholm vorgelegt werden sollten; gleich darauf setzte er mit dem Schiff nach Danzig über. Heimlich klagte er, dass die Vereinbarung von Linköping erpresst worden sei und deshalb keine Gültigkeit habe. Sigismund sah Schweden nie wieder, aber er weigerte sich beharrlich, seine Ansprüche aufzugeben oder die neue schwedische Regierung anzuerkennen. Diese Hartnäckigkeit verwickelte Polen in eine ganze Reihe von unvorteilhaften Kriegen mit Schweden. Herzog Karl wurde 1600 als Karl IX. von Schweden zum König ernannt und 1607 gekrönt.

## Europäisches Machtgefüge

Das Wappen von Sigismund als König von Polen und Schweden und Großfürst von Litauen

Königliche Standarte des Sigismund III. Wasa.

1605 heiratete Sigismund Constanze von Österreich, die Schwester seiner verstorbenen ersten Ehefrau. Dieses Ereignis stärkte den Einfluss der Habsburger bei Hofe und deprimierte den Kanzler nur noch mehr. Während des Sejms von 1605 bemühte sich der König um eine Reform der polnischen Verfassung, nach der im Landtag statt der notwendigen Einstimmigkeit nur noch ein Mehrheitsvotum zur Annahme eines Entscheids ausreichen sollte. Diese höchst einfache und nützliche Reform wurde jedoch durch den Widerstand Zamoyskis verhindert. Sein Tod im selben Jahr verschlimmerte alles weiter, da die Opposition nunmehr in den Händen von unfähigen oder sogar verbrecherischen Männern lag. Von 1606 bis 1610 herrschte in Polen praktisch Anarchie. Aufstände und Revolten flackerten überall auf, und alles, was Sigismund tun konnte, war, den Schaden durch seine Vermittlung und seinen Mut zu begrenzen.
Für die Außenpolitik hatte dieses Durcheinander verheerende Konsequenzen. Der sich anbahnende Kollaps des Zarentums Russland während der sogenannten Smuta hätte Polen die einzigartige Gelegenheit gegeben, die russischen Zaren für immer auszuschalten. Aber der erforderliche Nachschub blieb aus, denn der Landtag blieb angesichts der Triumphe Żółkiewskis und anderer Generäle, die mit winzigen Armeen große Aufgaben bewältigten, unschlüssig und blockiert. Bei Ausbruch des Dreißigjährigen Krieges schloss sich Sigismund klugerweise dem Kaiser an, um den vereinigten Anstrengungen der Protestanten und Türken die Waage zu halten. Diese Taktik war für die katholische Sache vorteilhaft, da es die Türken von Zentral- und Nordosteuropa fernhielt; trotzdem hätte die Entscheidung für Polen den Ruin bedeutet, wäre nicht der Opfermut von Stanisław Żółkiewski bei Cecora 1620 und von Jan Karol Chodkiewicz bei Chotyn 1621 während des Osmanisch-Polnischen Krieges 1620–1621 gewesen.

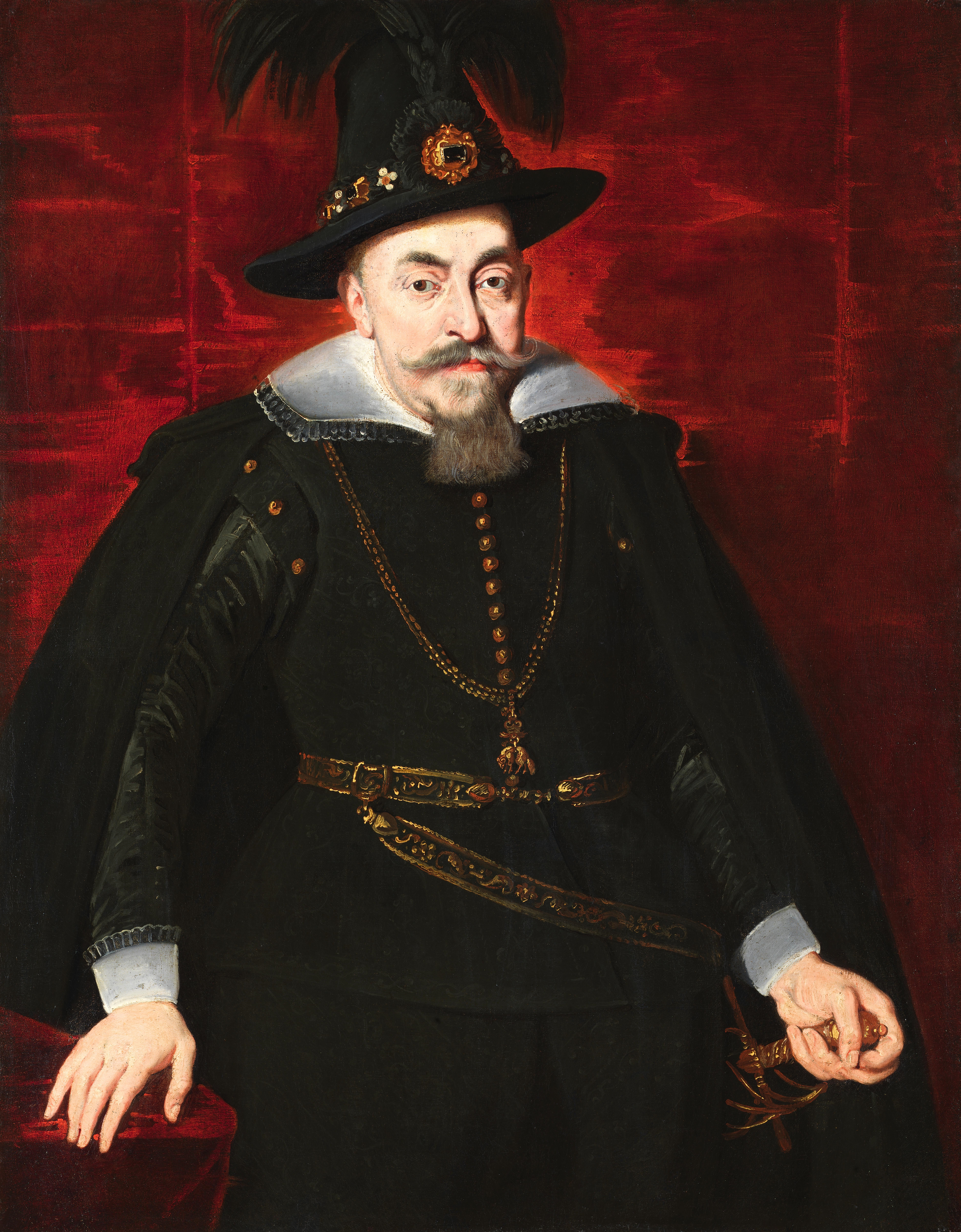
Porträt von Peter Paul Rubens, um 1620, Heinz Kisters Collection, Kreuzlingen

In seinem 66. Lebensjahr verstarb Sigismund plötzlich und unerwartet. Die sterblichen Überreste des Königs wurden in der Wawel-Kathedrale zu Krakau beigesetzt, wo sich sein Sarkophag in der Krypta unter der Vasa-Kapelle befindet. Seine Söhne Władysław und Johann Kasimir folgten ihm auf dem Thron.

## Kunstmaler und Goldschmied

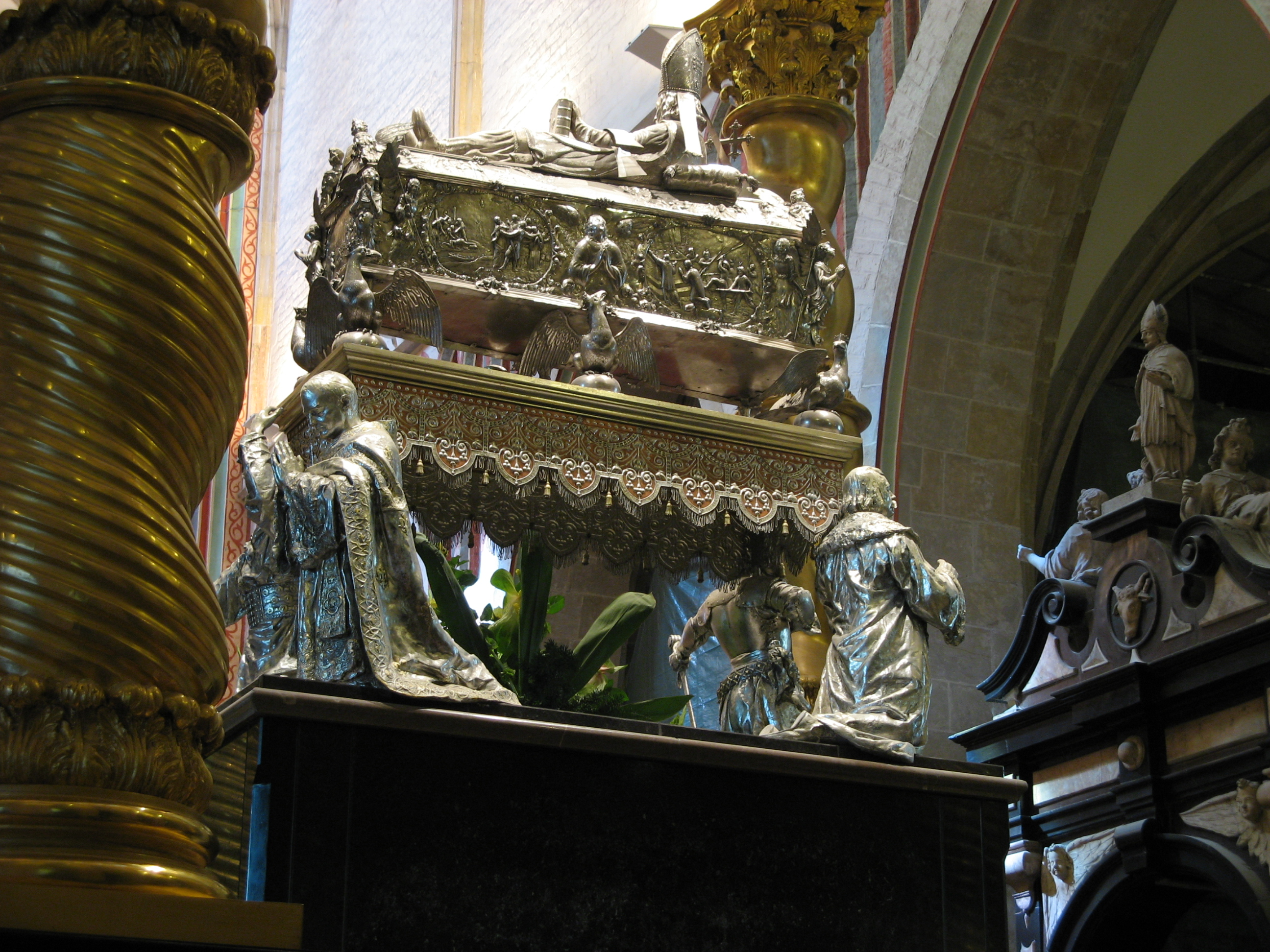
Reliquienschrein des Heiligen Adalbert im Gnesener Dom

König Sigismund war ein begabter Kunstmaler und Goldschmied. Nur drei von seinen Gemälden sind bis heute erhalten, eines davon wurde jahrhundertelang Tintoretto zugeschrieben. Aus Sigismunds Goldschmiedewerkstatt stammt der größte Teil des berühmten silbernen Sarges des Heiligen Adalbert im Gnesener Dom.

## Ehen und Nachkommen
Sigismund war zweimal verheiratet. Seine erste Ehefrau Erzherzogin Anna von Österreich (1573–1598) heiratete er am 31. Mai 1592; mit ihr hatte er fünf Kinder:
- Anna Maria (* 23. Mai 1593; † 9. Februar 1600), Prinzessin von Polen, Litauen und Schweden;
- Katharina (* 19. April 1594; † 15. Mai 1594), Prinzessin von Polen, Litauen und Schweden;
- Władysław IV. Wasa (* 9. Juni 1595; † 20. Mai 1648), König von Polen, Großfürst von Litauen, Titularkönig von Schweden, Zar und Titularzar von Russland;
- Katharina (* 27. September 1596; † 11. Juni 1597), Prinzessin von Polen, Litauen und Schweden;
- Kristofer (*/† 10. Februar 1598), Prinz von Polen, Litauen und Schweden;

Seine zweite Ehefrau Erzherzogin Constanze von Österreich (1588–1631) heiratete er am 11. Dezember 1605; sie hatten sieben Kinder:
- Johann Kasimir (* 25. Dezember 1607; † 9. Januar 1608), Prinz von Polen und Litauen;
- Johann II. Kasimir (* 21. März 1609; † 16. Dezember 1672), König von Polen, Großfürst von Litauen, Titularkönig von Schweden;
- Johann Albert (* 25. Juni 1612; † 29. Dezember 1634), Prinz von Polen und Litauen, Bischof von Krakau und Ermland, Kardinal;
- Karl Ferdinand (* 13. Oktober 1613; † 9. Mai 1655), Prinz von Polen und Litauen, Bischof von Breslau;
- Alexander Karl (* 14. November 1614; † 19. November 1634), Prinz von Polen und Litauen;
- Anna Konstantinia (* 20. Januar 1616; † 24. Mai 1616), Prinzessin, Prinz von Polen und Litauen;
- Anna Katharina (* 7. August 1619; † 9. Oktober 1651), Prinzessin von Polen und Litauen, durch Heirat mit Philipp Wilhelm, Prinzessin von Pfalz-Neuburg;